# WASP-11b
WASP-11b es un planeta extrasolar que orbita la estrella WASP-11, estrella de magnitud aparente 11.9, tipo espectral K3 y que posee una temperatura en su fotósfera de 4900 K. Se encuentra a unos 290 años luz de distancia.
Su radio y masa indican que posiblemente se trate de un gigante gaseoso, similar a Júpiter, aunque por su cercanía con su estrella (un 4.7% de la distancia de la Tierra al Sol), se clasificaría como un Júpiter caliente. No ha sido informada su ascensión recta ni su declinación